# Юліус Ґенс
Юліус Ґенс (на івр. יולי גענס) (народився 17 [OS 1887] 11 в Дерпті, Естонська губернія Російської імперії; помер 3 лютого 1957, в Таллінні, Естонська РСР) — естонський бібліофіл, колекціонер творів мистецтва критик і меценат.

## Життєпис
Юліус (Ідель) Ґенс народився в заможній купецькій родині в Тарту (тоді Дерпт). Свою пристрасть до живопису та графіки виявив у дитинстві. У 1906—11 навчався на юридичному факультеті Тартуського університету (тоді — Імператорського університету Юр'єва). Вивчаючи право, Ґенс почав брати уроки живопису.
У 1911—12 р. він вивчав живопис і архітектуру в Мюнхенському технічному університеті та відвідував колекції мистецтва в Німеччині та Італії.

### Колекціонер книг і мистецтва
Ґенс їздив до Москви і познайомився з тамтешніми кубофутуристами, такими як Олексій Кручонич, Володимир Маяковський і Давид Бурлюк, а також з російськими авангардистами Михайлом Ларіоновим і Наталією Гончаровою.
Після повернення до Тарту в 1918 році він почав створювати приватну колекцію мистецтва. З 1920 року він читав лекції в Тартуській школі мистецтв, виступав за єврейську культурну автономію в Естонії, яка була реалізована в 1925 році, і був активним членом Паллади, — Естонського товариства митців і письменників. Як делегат Академічної асоціації єврейської історії та літератури, він представляв естонську єврейську культурну спільноту на Другому конгресі письменників-антифашистів у Мадриді в 1937 році.
У 1934 році він став менеджером естонського відділення шведської компанії з торгівлі лісом. Він переїхав із родиною з Тарту до столиці Естонії Таллінна. До 1939 року він зібрав велику художню бібліотеку в Балтійському регіоні, а також велику колекцію мистецтва, найбільші розділи якої були присвячені естонському, російському та єврейському мистецтву.

### Евакуація, втрата колекції та політичні переслідування
Влітку 1940 року Естонія була окупована Радянським Союзом. Через рік німецький вермахт відвоював Прибалтику від совєтів. У липні 1941 року родині Ґенсів довелося покинути Таллінн, щоб уникнути переслідувань естонських євреїв німецькими окупаційними військами. Їх евакуювали до Ташкента.
У 1941 році мистецька колекція і бібліотека були розміщені в Талліннському художньому музеї, який був знищений під час радянського бомбардування Таллінна в 1944 році. Проте бібліотека та колекція графіки були раніше конфісковані Einsatzstab Reichsleiter Rosenberg (ERR). Оскільки Альфред Розенберґ також був талліннцем, він був добре знайомий з колекцією Юліуса Ґенса. Бібліотека, що складалася з понад 10 000 томів історії мистецтва, пізніше була відправлена до Ратібора. У листопаді 1944 року Розенберґ повідомив про 61 ящик колекції Ґенса в казармах у Плесс, які були названі одними з найважливіших для вивезення до Мінська. Зрештою туди перевезли 6000 томів і передали до місцевої бібліотеки Академії наук. 780 томів із грифом Талліннського художнього музею (які Ґенс позичив музеєві ще до війни), були передані до бібліотеки Академії наук Естонії.
Ґенс подав кілька позовів про реституцію, але вони були безуспішними. Колекцію досі не повернули власнику.
У 1951 році Ґенса заарештували за звинуваченнями в космополітизмі, незважаючи на його нестабільний стан здоров'я після двох серцевих нападів. Помер у Таллінні в лютому 1957 року. Юліус Ґенс похований на єврейському кладовищі в Таллінні- Рагумяе.

## Сім'я
Юліус Ґенс був одружений з Берті Ґенс. Їхній син Лео Ґенс (1922-2001) був відомим естонським істориком мистецтва, але був тимчасово заборонений у своїй професії в радянський час (на початку 1950-х років), професором історії мистецтва в Естонській академії образотворчого мистецтва та лауреатом премії Шведської королівської академії образотворчого мистецтваю Його дочка Інна Ґенс (1928-2014) була відомрю мистецтвознавицею японського кіно та письменницею. Як кінокритик вона отримала премію «Кавакіта» в 1991 році за видатні заслуги перед японським кіно. Її онука Юлія Ґенс емігрувала до Німеччини в 1991 році. Вона живе як реставратор мистецтва в Мюнхені.

## Законні спадкоємиці
- 1957-2014 Інна Ґенс (дочка)
- 2014 Юлія Ґенс (онука)[7]

## Колекції

### Книгозбірня
До 1941 року Юліус Ґенс зібрав одну з найбільших художніх бібліотек у Балтійському регіоні, також значну колекцію мистецтва з розділами естонського, єврейського та російського мистецтва, а також велику колекцію екслібрисів і гравюр.
Ґенс описав своє ставлення до книг як найбільшу пристрасть свого життя. У своїй колекції він зібрав понад 10 тисяч томів. Серед них томи з історії мистецтва, а також журнали для бібліофілів, такі як Philobiblon, ілюстровані томи та раритети. Кожну нову книгу колекції каталогізували. Юдаїка стала центром колекції, яка в основному складалася з речей із Франції, Росії та Німеччини.

### Шир Гаширім (Пісня пісень)
Ґенс замовив версію Пісні Пісень (Shir Hashirim), яка була створена за його ідеями в художньому оформленні Адо Ваббе в 1932 році. Пергаментний сувій розміром 527 см × 52,5 см містить «Пісню пісень» івритом і вісім темперних ілюстрацій Ваббе. Сам Ґенс створив текст івритом, віньєтки та ініціали.

### Художня колекція
Сам Ґенс організував три виставки своєї колекції. Мав декілька клейм власника; він замовив чотири екслібриси, кожен накладом 2000 екземплярів, щоб пізніше на їх основі можна було відстежити включення книги до бібліотеки. Кілька екслібрисів він замовив естонському митцеві-авангардисту, живописцеві та графіку Адо Ваббе (1892-1961). Крім чотирьох комерційних екслібрисів, Ґенс також володів власним ексклюзивним екслібрисом. Він отримав його як подарунок від паризького художника Фішеля Зільберберґа (1909-1942, убитий в Освенцимі) тиражем 40 прим. Розкішний екслібрис використовувався для прикраси чудових томів юдаїки колекції.
Колекція графіки складалася з майже 3000 аркушів, включаючи роботи Марка Шаґала, Ліонеля Файнінґера, Пауля Клее, Леона Бакста, Ель Лисицького та Костянтина Коровіна. Багато предметів із колекції Ґенса розкидані по музеях по всьому світу.

### Колекція юдаїки
Його інтерес до єврейського мистецтва з часом зростав. У своїх подорожах Ґенс відвідував синагоги та єврейські музеї, придбав каталоги та спеціальну літературу. Його колекція юдаїки продовжувала зростати, і в 1938/39 роках він організував пересувну виставку, яка була представлена в Тарту, Таллінні та Ризі: «Я хотів довести існування сучасного єврейського мистецтва», — писав він пізніше у своїх мемуарах.
На його прохання митці з Парижа, Варшави, Вільнюса, навіть Ізраїлю та Радянського Союзу надсилали йому гравюри та ілюстрації. У результаті вийшло 211 аркушів. Було видано каталог виставки – естонською мовою та мовою їдиш, на той час більш поширеною серед євреїв Східної Європи. Марк Шаґал і Ліонель Файнінґер створили гравюри, художники, які сьогодні є всесвітньо відомими. Але мало хто знає імена інших учасників. Деякі, як-от Натан Альтман чи Зиґмунт Добжицький, пережили Голокост. Даних про інших, як-от Нечу Ґельберсанську, Юліуса Кролла та Ісаака Шорра, отримати не вдалося. Фанні Левовна-Фрідман була вбита в Кракові, Фішель Зільберберґ в Освенцімі.
Онука Юлія Ґенс приїхала до Берліна в 1991 році. Вона привезла з собою фрагменти знищеної колекції свого діда. Серед них був особливо цінний витвір: сувій із Піснею пісень, написаною на івриті самим Ґенсом на початку 1930-х років та проілюстрований його другом, естонським художником Адо Ваббе. Було також факсиміле Дармштадтської Аґади 1430 року.

### Виставка «Єврейська графіка Юліуса Ґенса»
Метою Юліуса Ґенса було довести існування сучасного єврейського мистецтва, і оскільки перевезення олійних картин було надто дорогим і, перш за все, надто ризикованим у ті часи, він вирішив показати лише графіку. Серед митців були такі відомі імена, як Макс Ліберман і Марк Шаґал.
У 1938/39 роках Юліус Ґенс організував пересувну виставку «Єврейське графічне мистецтво». Його метою було довести існування сучасної єврейської графіки.  З 211 творів мистецтва, виставлених у 1938/39 рр., лише 35 графічних робіт все ще існують. Найповніше були представлені польські художники, які представили одинадцять гравюр із Парижа, Варшави, Вільнюса та США. Німецький графік Герман Штрук надіслав йому експонати з Тель-Авіва. Серед радянських художників на виставці був представлений Соломон Юдовін. Художня школа у Вільнюсі надіслала роботи студентів-євреїв. Серед відомих майстрів були представлені Шаґал, Ізраельс і Ліберман, а також орнаменти Натана Альтмана. Виставка відкрилася в Тарту в травні 1938 року, а потім була показана в Таллінні та Ризі.
У 1941 році колекція була конфіскована  айнзац-командою Розенберґа, який систематично грабував єврейські культурні скарби у Східній Європі. Лише завдяки прихильності однієї особи вдалося зберегти три десятки аркушів із цієї колекції, які потрапили до Мюнхена разом із онукою Юлією Ґенс. Юліус Ґенс завдячував професору зі свого рідного міста Тарту за те, що частину з них взагалі вдалося врятувати. Його донька Інна Ґенс згадує в інтерв’ю аґенції Deutsche Welle: «Поль Арісте працював у оперативній групі Розенберґа. Він завжди там щось крав і взяв із собою додому частину колекції єврейської графіки мого батька. Коли ми повернулися, він був такий люб’язний, що повернув її нам».
Роль Поля Арісте (Paul Arriste) не завжди була позитивною. Згідно зі звітами ERR (№61432592 сторінка: 208) цитата: «...головним чином на основі інформації, наданої викладачем університету д-ром Аррісте, були зроблені наступні, очевидно, остаточні заяви про поточне місцезнаходження бібліотеки єврея Genss:...".
У 2012 році фрагменти колекції Юліуса Ґенса були показані в рамках виставки «Євреї 45/90» (липень 2012 – січень 2013) в Єврейському музеї Мюнхена. Це був особливий досвід для Інни Ґенс: «Мій батько навчався тут, у Мюнхені. Я ніколи не могла подумати, що така виставка може бути організована в Німеччині. Це, звичайно, мене дуже тішить».
Існувади припущення, виявлені слідством, що пограбована колекція могла бути в Білорусі.

## Книги та публікації
- Katalog der Bibliotheck [von] Julius Genss, Th. 1-4, 1928–1930
- V.Timmi kirjad, Tartu, Postimees, 1930.
- Huvitav siluettide leid, Tartu, 1930.
- Briefe Wilhelm Timḿs an seinen Vater aus den Jahren 1841–1846, Dorpat, 1931.
- Eesti Rahva Muuseumi kunstiosakond: keraamika, Tallinn, 1931.
- Elevandiluu, Tartu, Postimees, 1931.
- Netsuke, Tartu, Postimees, 1931.
- Заметки библиофила, Tallinn, Postimees, 1932.
- Nõukogude Vene kunstinäitus. Postimees, 2. Mai 1934.
- Биография У.Г.Иваск Еврейская периодическая печать в России, Таллинн, 1935.
- Ed. Viiraldi ex-libriseid, Tallinn, 1935.
- Kunstipärase exlibrise näituse kataloog, Tallinn, Tallinna Eesti Kirjastus-Ühisus, 1935.
- Eesti kunstnike originaalgraafika albumid bibliograafiline kirjeldus, Tallinn, 1937.
- Eduard Wiiralt loob gravüüri, Tallinn, 1937.
- Tlingiti ja haida kunsti Eesti muuseumides, Tartu : s.n., 1937.
- Juudi graafika, Tallinn, 1938.
- יידישע גראפיק ,יידישער קולטור־פארוואלטונג אין עסטי, Tallinn, 1938.
- Ausstellungskatalog Juudi graafika: Tartu – Tallinn, aprill – mai 1938. a., Tallinn : Libris, 1938.
- Mit Eduard Ahas u. a.: Kunstiühing Pallas: 1918–1938, Noor-Eesti, 1938.
- Mit Anne Krebsbach und Edit Käärik, Katalog zu Ausstellung Idamaa kunst ja vaibad : Kunstihoones 29. okt. - 4. nov. 1938, Tallinna Eesti Kirjastus-Ühisus, Tallinn, 1938.
- Julius Genssi Raamatukogu Kataloog: יולי גענס ביבליאטעק. I טייל ביכער וועגן ביכער יודאיקא, Bd. 1, Tallinn, Libris, 1939.
- Каталог библиотеки и собрания Юлия Генса, Том 1 – 4, Tallinn, Libris, 1939.
- Book about books, Tallinn : [s.n.], 1939.
- Eksliibriseid aastaist 1936–1939 RaKü 6. rakenduskunsti näitus : Tallinn, Kunstihoones, 15.-27.IV 1939.
- Üleliidulise põllumajandusnäituse arhitektuur. Ajakiri Viisnurk N1 , 1940.
- Karl Timoleon Neff, Tallinn, 1940.
- Ilja Repin (1844–1930). Ajakiri Viisnurk, Oktober 1940.
- Katalog zu Ausstellung Leningradi ja Moskva kunstnike värvilise graafika, Tallinn, Riigi Trükikoda, 1941.
- Lermontovi teoste illustreeritud väljaandeist. Ajakiri Viisnurk. Mai/Juni, 1941.
- Udo Ivask ja tema tegevus raamatumärkide harrastajana, Tallinn, 1941.
- Album Eesti tööline, Tallinn, Eesti NSV Kunstifond, 1945.
- Eesti rahva elu-olu: 20 graafilist lehte, Tallinn, Eesti NSV Kunstifond, 1945.
- Mit L. Medvedeva: Nõukogude maal ja graafika näituse juht, Tallinn, 1945.
- Eesti kunsti materjale bibliograafilisi materjale, 16 Bände, Tallinn, 1935–1948
- Vana Tallinn ajaloolistes mälestusmärkides, Tallinn, Ilukirjandus ja Kunst, 1948.
- Katalog zur Ausstellung Kunstnik Roman Nymani teoste, Tallinn, Riiklik Kunstimuuseum, 1948.
- Vene Realistik Maalikool – Peredviznikud, NSVL Kunstifondi vabariiklik osakond, Tallinn, 1949.
- Eesti kunsti materjale. [4. osa], 12. [kd.] : Eesti tegelaste portreid kujutavas kunstis / koostanud Julius Genss, Tallinn : [s.n], 1950.
- Заметки библиофила часть 2, Tallinn, лето 1953.
- Автор статті «Тарас Шевченко як художник» (Viisnurk. 1940. No5), в якій уперше ознайомив естонських читачів з мистецькою спадщиною Шевченка та його біографією[16].

## Вебпосилання
- Literatur von und über Julius Genss im Katalog der Estnischen Nationalbibliothek Tallinn
- Корнелія Рабіц «Юлій Генс, Sammler aus Leidenschaft», Deutsche Welle, 2012
- Єва-Елізабет Фішер «Das Nichts in der Vitrine», Süddeutsche Zeitung, 2012
- Юлій Генс – EJA – ст
- Також «die Russen» камень
- Двічі пограбований, але ще не «додому з війни» (PDF-Datei; 514 kB), Патриція Кеннеді Грімстед, © Гарвардський український науково-дослідний інститут 2005
- «Дороги на Ратибор» (PDF-Datei; 497 kB) Пограбування бібліотеки та архіву рейхсляйтером Розенбергом (ERR), Патрісією Кеннеді Грімстед, © Oxford University Press 2005
- Die Welt des Bibliophilen und Kunstsammlers